# ベイリー橋

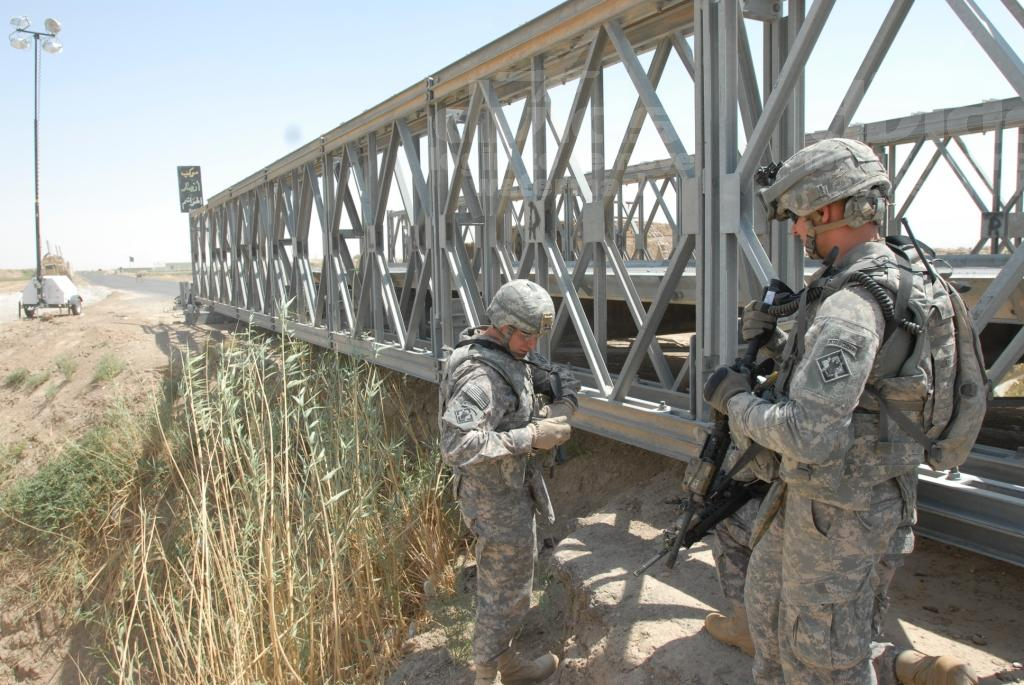
イラクで補給作戦のため米軍の第七工兵大隊が構築したベイリー橋 (2009年)

ベイリー橋 (Bailey Bridge) とは、現地でユニットを組み立てるだけでクレーンも必要なく構築できるプレハブ工法のトラス橋であり、1930年代、英国戦争省の文官ドナルド・ベイリーによって発案された。わずか数十名で数時間単位で構築しうるその工法は、まさに工学上の奇跡的発明といえるもので、その軍用の仮設橋は第二次世界大戦でイギリス軍、アメリカ軍、カナダ軍に広く活用され、連合国の勝利に大きく貢献した。現在も緊急の交通路を確保するためなどの仮設橋として広く活用されており、また発展途上国ではベイリー橋が恒常的なインフラとして使われている場合も多い。

## ベイリー橋

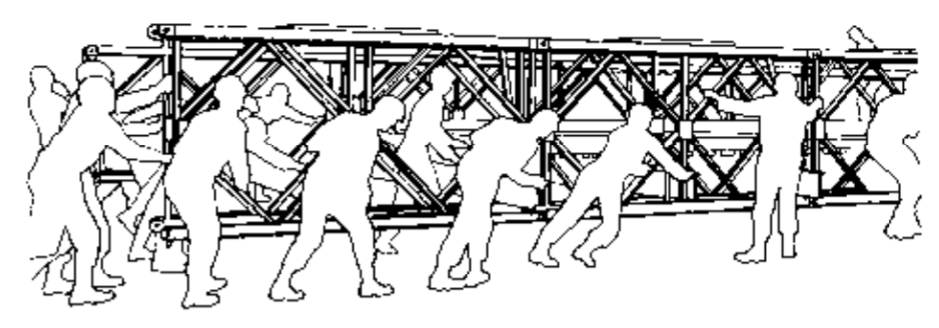
組み立てながら対岸に押しだす。(米陸軍ベイリー橋建設マニュアルから)

ベイリー橋の強度は側面のパネルに由来している。パネルは溶接鋼で作られた長さ10フィート (3m)、高さ5フィート (1.5m) のクロスブレース (グリッド) の長方形で、重量は570ポンド (260kg)。6人で持ち上げることができる。このパネルを現地でストリンガーなどで連結させ、土台に設置した小さなローラーで、組み立てた部分から段階的に対岸に押しだしていくという工法である。
組み立てユニットとして搬入されるベイリー橋はクレーンを導入しなくても40人程度のチームで構築できるため、戦地での橋梁建設に奇跡のような貢献をもたらした。プレハブとして規格されているため、異なる製造業者が生産したユニットを搬入しても構築できる優れたもので、それは大量生産を可能にした。英国陸軍バーナード・モントゴメリー将軍は、1947年の回想録にベイリー橋が第二次世界大戦の終結に多大なる貢献をしたと記している。
| 「                          | ベイリー橋は第二次世界大戦の終結に多大なる貢献をした。私自身の作戦に関するかぎり、イタリアの第8軍と北西ヨーロッパの第21軍では、ベイリー橋の大量供給なしで進軍の速度と勢いを維持することはできなかっただろう。 | 」 |
| —モントゴメリー将軍の回想録 | |    |

連合国遠征軍最高司令官ドワイト・D・アイゼンハワー将軍は、ベイリー橋をレーダーや重爆撃機の開発と並ぶ、第二次世界大戦における最も重要な技術と工学の達成とみなした。

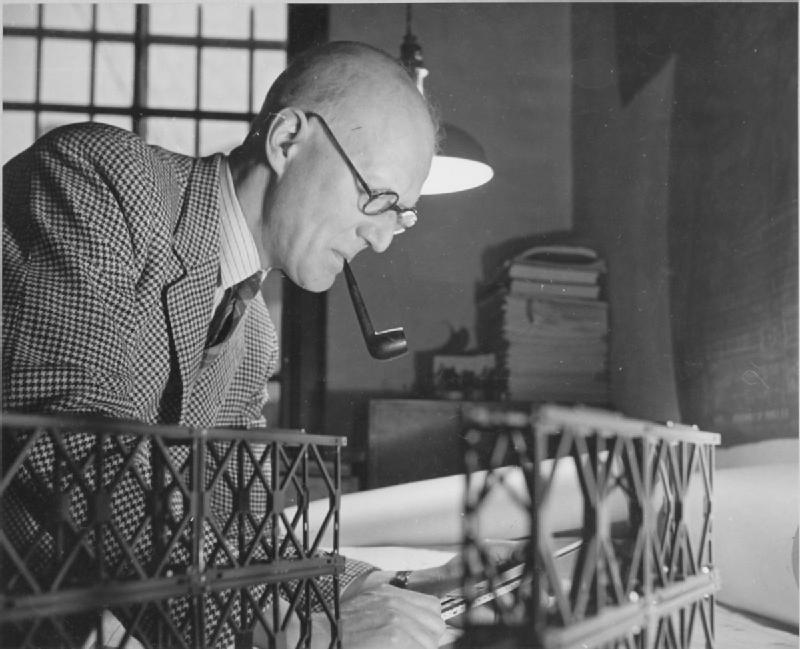
ベイリー橋の発案者ドナルド・ベイリー

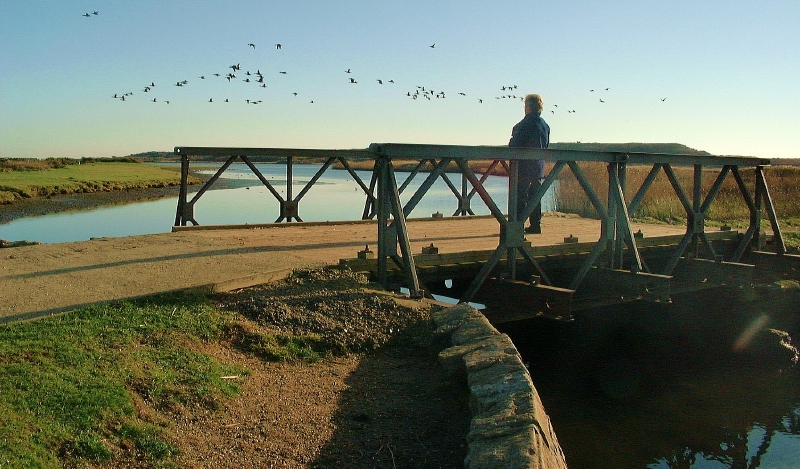
スタンピット湿地帯自然保護区 (ドーセット州クライストチャーチ) にあるベイリー橋のプロトタイプ

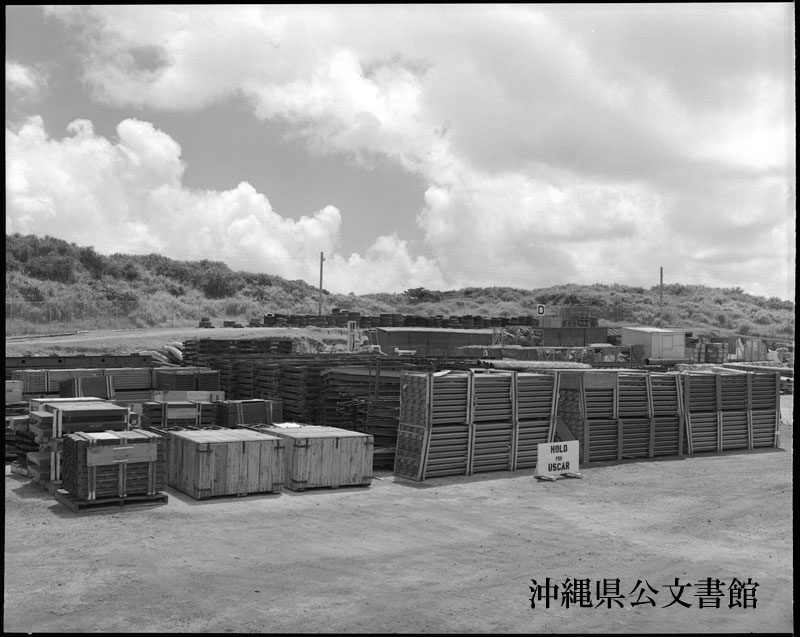
琉球政府に送られたベイリー橋のモジュール (組み立てユニット)。このような形態で搬送されることがわかる。

## ベイリー橋の発案

### ベイリー橋の開発
英陸軍が重量化したチャーチル戦車の時代を迎えた頃、その戦車をどのように起伏のある地形に運び込むかが大きな問題となった。英国戦争省の文官ドナルド・ベイリーは、1940年に封筒の裏にベイリー橋の原型となる設計図のアイデアをメモした。1941年2月14日、軍需省はベイリーに5月1日までに本格的なプロトタイプを完成させるよう要求した。ベイリーは王室工兵隊チームと共にその開発にあたり、ドーセット州クライストチャーチの兵舎地区にある工兵技術実験施設 (MEXE) で様々な実験と検証を重ね完成させた。封筒の裏に記した最初のメモから半年足らずでその現物モデルを完成させるという驚異的なスピードであった。現在、クライストチャーチにはその時の最初の試作品が残され、スタンピット湿地帯自然保護区のなかの歴史的観光名所のひとつ (プロトタイプ・ベイリー・ブリッジ) となっている。
ベイリー橋の規格生産は1941年7月に始まり、1941年12月までにイギリスの工兵部隊に供給された。モジュール (組み立てユニット) の基本部品は鋼鉄のグリッドやビームとビスなど基本的に使用されるのは17の部品だけで、橋桁を作るのに使われるのはさらに9つの部品のみ。いままで橋梁建築に関わったことのないメーカーでも簡単に製造できるものであった。1941-45年の生産量は驚異的で、合計49万トンを超えるベイリー橋が製造され、それは200マイル（320km）の固定橋と40マイル（64キロメートル）の浮橋に相当するものだった。
1943年の設計基準はこのようなものであった。
1. 基本的なコンポーネントは規格化され、完全に交換可能でなければならない
2. 個々のコンポーネントは、6人以下で持ち運び可能でなければならない。
3. 構成部品は、3トンの軍用トラックで輸送可能でなければならない。
4. 橋建設は軍事攻撃目的のためであり、迅速に構築可能でなければならない。
5. コンポーネントは、さまざまな強度と幅の橋を提供するため、汎用性がなければならない。

英国工兵隊は1942年に北アフリカで始めて使用した。1942年11月下旬、チュニジアでドイツ軍が破壊したローマ時代の橋を237陸軍工兵隊はベイリー橋で100フィート補修した。

### 米軍のベイリー橋
また米国も英国からライセンスを得て独自に開発をすすめた。英国は1941年の夏に米国に完全な設計図をおくった。米軍はすぐにベイリーブリッジ技術を採用し、それをポータブルパネルブリッジと呼んだ。1942年初頭、米国陸軍工兵隊は最初はデトロイトスチールプロダクツカンパニーやアメリカンエレベーターカンパニーなど数種と契約を結んで大量のモジュールを製造させた。初期段階では、何百ものアメリカ製のベイリーキットがヨーロッパに送られた後、規格に合わない深刻な欠陥が発見され、その対応に追われたこともあった。

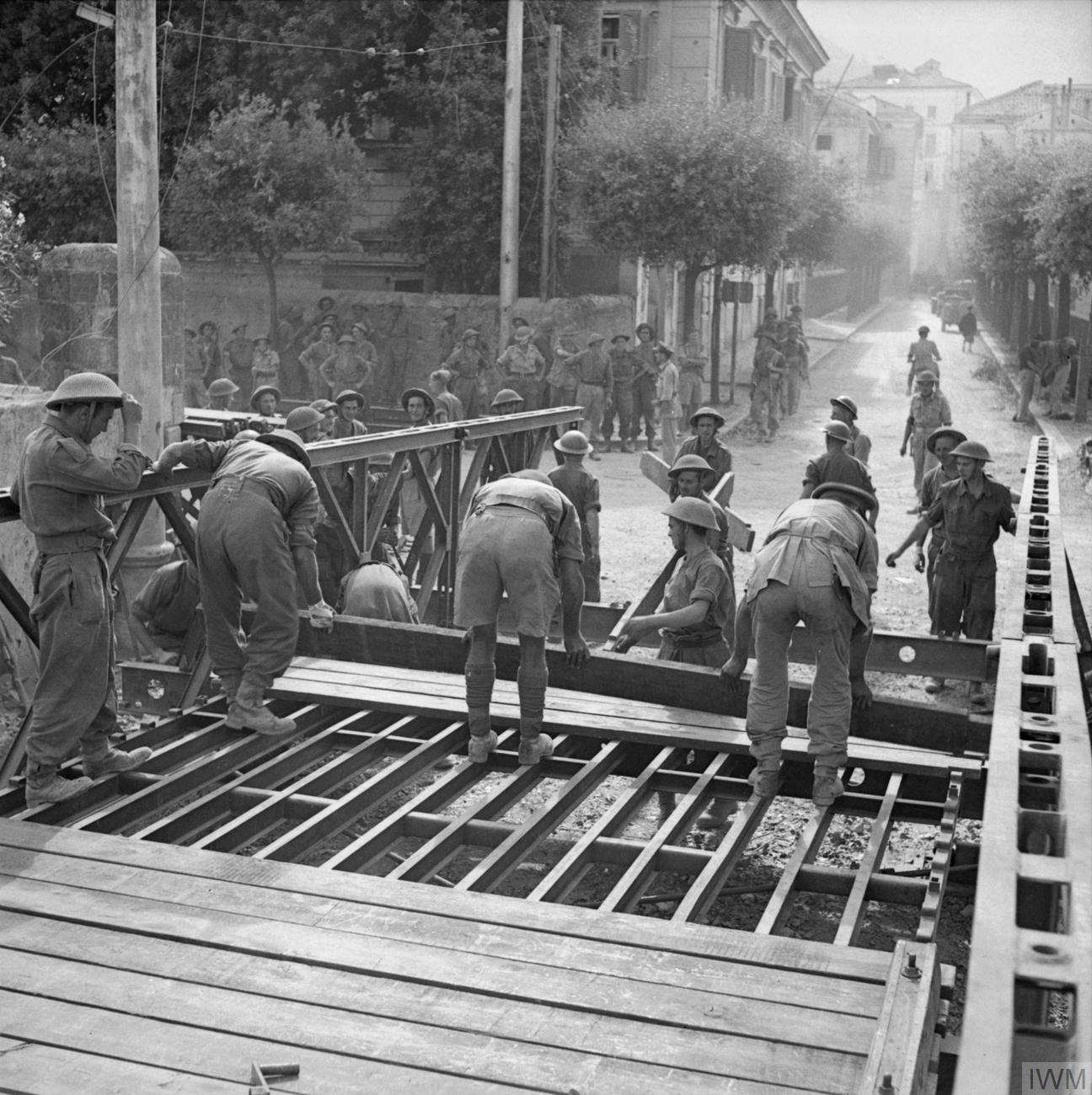
英国工兵隊がイタリアでベイリー橋を組み立てているところ。行桁に木製の板を敷いている。(1943年9月)

## ヨーロッパ戦線
撤退する敵はまず橋を破壊する。人間の戦史において、緊急の橋の建設は最重要課題の一つであった。しかも現代の橋はもはや単に行軍だけではなく、重量化した軍事車両や戦車を運ばなければならない。その問題を解決する技術がベイリー橋の開発であり、最初の偉業の1つはイタリアのトリグノの建設で、橋頭堡から敵の歩兵が撤退してから36時間以内に300フィート (91.5m) のベイリー橋を構築した。
1944年6月6日のノルマンディー上陸から2日後、英国工兵隊は最初のフランスでのベイリー橋を構築し、それは「ロンドン橋」と名付けられた。カーン運河にポンツーン (浮橋) を橋桁にしたベイリー橋、ポンツーンベイリーであった。またカナダの工兵隊もカーンの南側のオルヌ川に二つのベイリーを建築し、それらはウィンストン橋とチャーチル橋と名付けられた。上陸した連合軍はセーヌ川に向かい、ベイリー橋を次々と何百も構築しながら北東に進んだ。
| 「                                                                                           | それはまったくヨーロッパ戦線で我々が持つ最高のものだ。それは私たちが望むすべてを達成する。それはヨーロッパでの作戦のすべての場所で必要となるだろう。 | 」 |
| —モントゴメリー将軍（The War Illustrated, Volume 8, No. 186, Page 169, August 4, 1944.より） | |    |

ドイツのヒトラーは連合軍の前進を食い止めるためライン川を渡るすべての橋の破壊を命じ、1945年3月7日までにレマーゲンのルーデンドルフ鉄道橋を除くすべての橋が破壊された。しかし、ドイツ軍を追う連合軍は各種の橋を構築しながら進軍した。3月26日、陸軍元帥のアラン・ブルック卿、ウィンストン・チャーチル、バーナード・モントゴメリー陸軍元帥、ウィリアム・シンプソン中将らがベイリー橋を渡ってライン川を渡る象徴的な写真が記録されている。

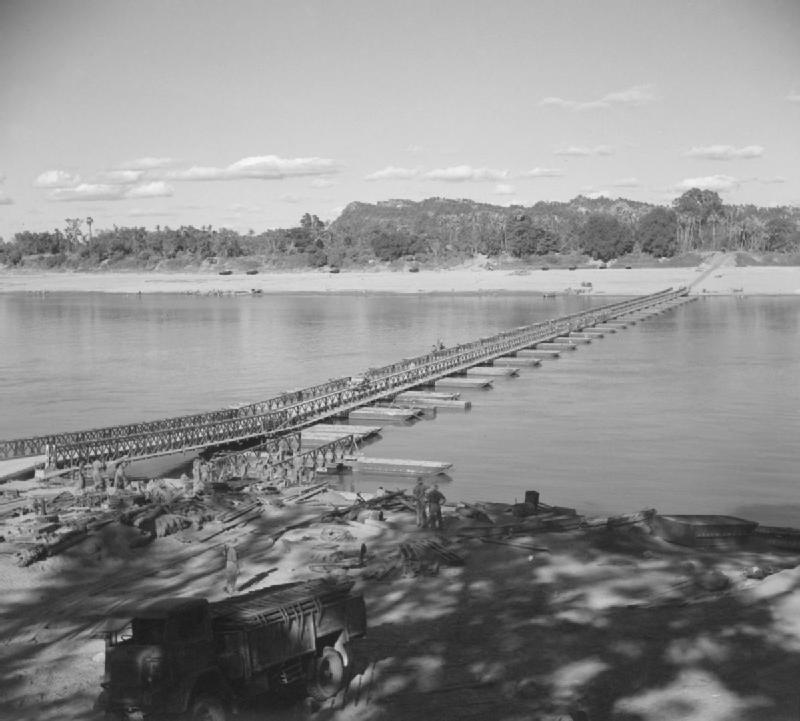
ビルマのチンドウィン川。ポンツーン(浮橋)で支えられたベイリー橋。(1944年)

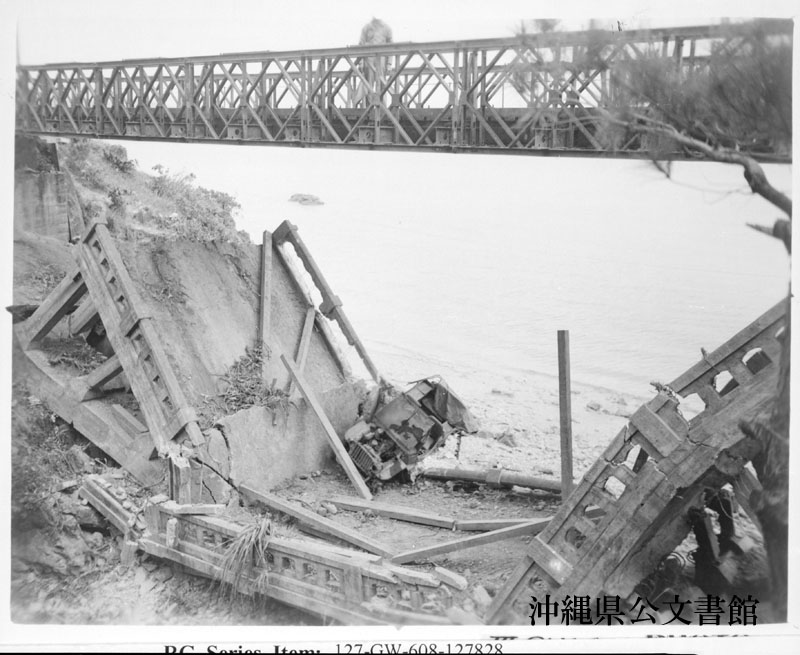
海兵隊記録「日本軍破壊部隊が壊したコンクリート製の橋跡に建てられた大きなベイリー橋」 (1945年4月21日) - 沖縄県公文書館所蔵

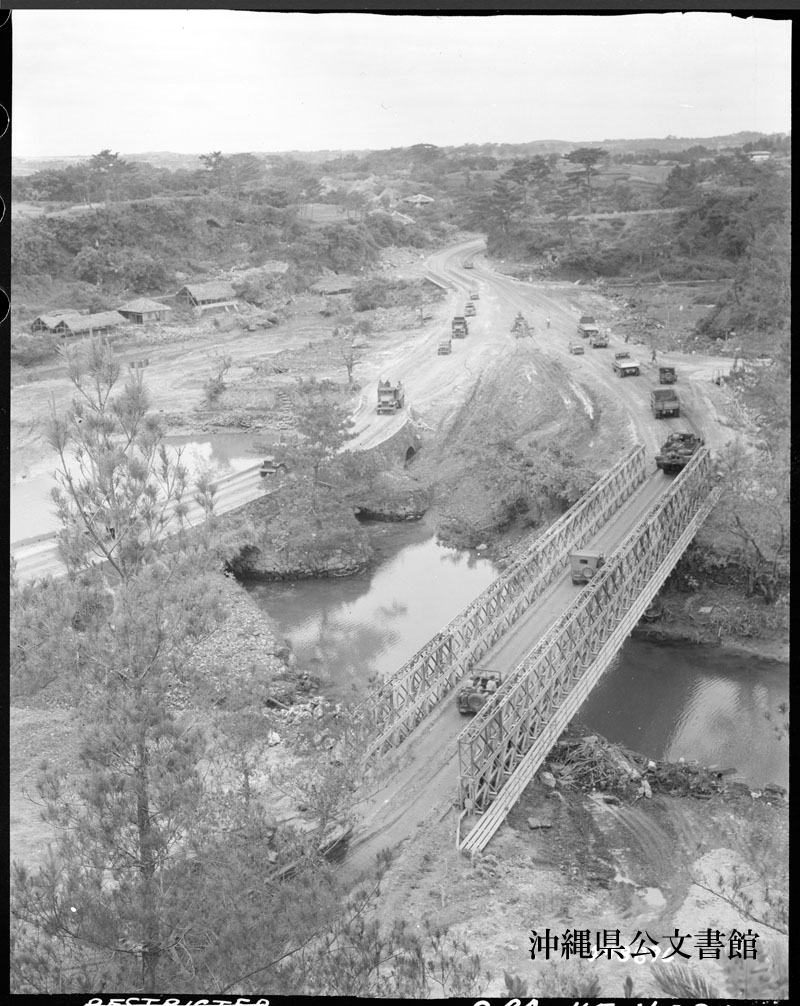
比謝川の日本の古い橋と並列して海軍建設大隊 (シービー) が新設したベイリー橋。この橋は、南部戦線で苦戦している陸軍に二車線道路を提供するため、きわめて短期間に建設された。

## 太平洋戦線
米軍は、船舶の接岸を拒むサンゴ礁にたいしては、ポンツーンを連結させ浮桟橋を作る「マジック・ボックス」を、またユニットを組み立てるだけで鋼鉄の橋を構築するベイリー橋を大いに活躍した。またポンツーンなどで補強することで、長距離のベイリー橋も可能になった。
ウィリアム・スリム将軍がビルマのチンドウィン川に橋頭堡を設置するよう第11師団に命じたのは、1944年12月3日から4日の夜にかけてのことだった。それをうけ工兵隊は12月10日にベイリー橋を完成させた。長さは1,154フィート (352 m) で、当時世界最長のベイリー橋となった。橋の部品はイギリス、アメリカ、インドで製造され、カルカッタで組み立てられ、鉄道と大型トラックによって積み込まれた。ポンツーンが設置され、ベイリー橋自体は28時間の連続組み立てで設置されたという。その間、日本のゼロ戦による攻撃があったが、対空砲火で2機を撃墜しての構築だった。

### 沖縄戦とベイリー橋
米軍が開発したベイリー橋は沖縄戦でその大きな成果を発揮した。日本軍は想定された米軍の上陸において、米軍を無血上陸させたうえで、少しでも本土決戦を遅らせるため米軍の足を沖縄に引きとめるあらゆる策を講じていた。そのため飛行場建設と同時に、沖縄中部の地形を利用した数々の反斜面陣地の構築を急ぎ、また上陸直前には、米軍の進行を遅らせるために、木を切り倒して道路を塞ぎ橋梁に爆薬を仕掛け爆破させた。国家総動員法の中、道路や橋の破壊工作を実行するするよう命じられたのは、沖縄に送られた陸軍中野学校の秘密部隊 (遊撃隊) に召集された地元の十代半ば (14歳から17歳) の「護郷隊」とよばれる少年兵たちだった。
| 「                                                                      | 米軍が上陸する前に橋を壊したのは全部僕ら。橋脚に爆薬を撒いて火を点けて、導火線一cm一秒だから、泳いで逃げて行く時間を計算して。またこーんな大きな松を倒したり。 | 」 |
| —元護郷隊の証言（三上智恵『証言・沖縄スパイ戦史』 集英社 (2020年)より） | |    |

米軍の上陸が目前にせまると、護郷隊は計画通り次々と橋を爆破していったが、爆破後も橋を監視していた彼らがそこで目撃したことは一生心に刻まれた傷になった。馬や牛や荷台に荷物をのせた大勢の避難民は、壊された橋によって牛馬や荷物を放り出し、身一つで年寄を支えながら冷たい川を渡らなければならなかった。いっぽう上陸した米軍は、彼らの目の前で驚くべき進度で破壊された橋を修復し、構築していった。ベイリー橋である。
| 「                                                                      | 護郷隊はみんな橋を壊したり、松並木を倒してアメリカ軍を通さないようにしたんだが、アメリカは橋もすぐ架けるし、ブルドーザーで松の木もすぐどける。石川の橋と伊芸の橋は先輩が壊したが、アメリカはすぐに鉄橋架けてブルドーザーを通していた。結局は馬車で避難する住民を苦しめただけだった。 | 」 |
| —元護郷隊の証言（三上智恵『証言・沖縄スパイ戦史』 集英社 (2020年)より） | |    |

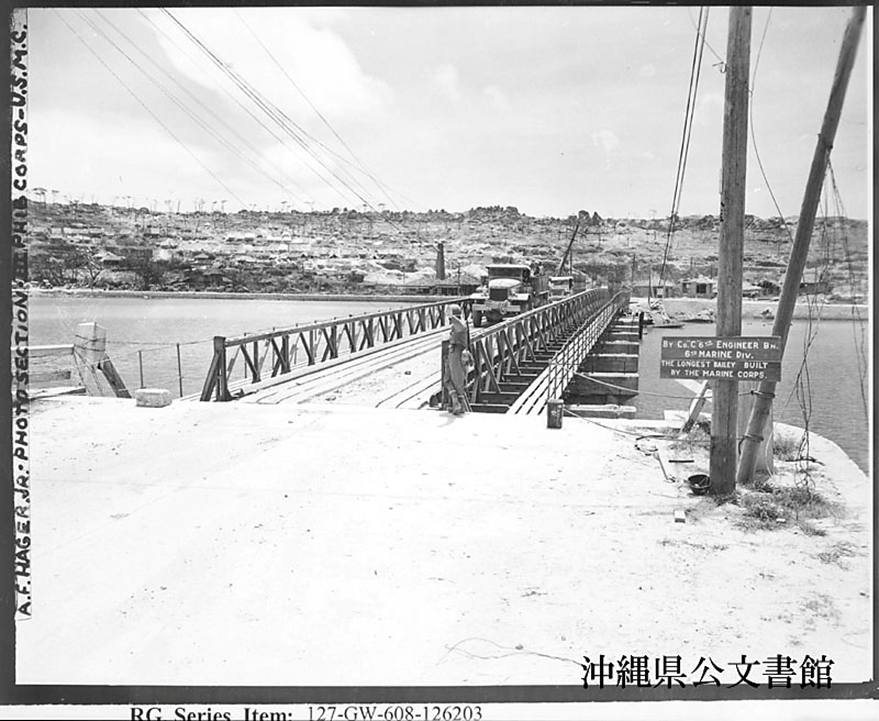
沖縄戦のさなか、那覇から奥武山にかけられたベイリー橋。「米海兵隊によって建てられたベイリー橋の中で最長のもの」と橋の手前の標識に記されている。(1945年5月) (沖縄県公文書館所蔵)

沖縄戦でベイリー橋はポンツーンと共に米軍の圧倒的な兵站を支えた。単純に規格化されマニュアル化されたベイリー橋の利点は、たとえベイリー橋建設の経験が一度もない工兵隊であっても短時間で構築可能であることだった。
1945年4月18日、まさに主戦ラインのただなかにある牧港の入り江に計4つのベイリーとポンツーンを構築するべく組み立てユニットがトラックで搬送された。沖縄に来るまで南洋の戦線にいた陸軍102-d工兵戦闘大隊 (ECB) は、この新技術にまったく経験がなく、また戦闘を避けながら夜中に構築しなければならなかった。唯一、チュニジアでいくつかのベイリー橋の建設に関わった経験のある一人の将校が指揮をとり、工兵部隊は暗闇の中で静かに途切れることなく組み立てられ、4月19日午前0時までに128ヤード (117m) の歩道橋を完成させた。

## 現代のベイリー橋
現在、ベイリー橋はわずかの改良点はあるものの、初期の設計とほぼ変わりなく存続し、今日も広く使われている。なかでも英国グロスタシャー州に拠点を置く Mabey社は、第二次世界大戦後すぐに英陸軍から橋のライセンスを購入し、よりコンポーネントの種類を少なくし、構築時間の短縮と耐久性を強化につとめた。
ベイリー橋は、本来は軍用あるいは災害時など一時的な期間に使用される仮設橋であるが、安価で汎用性があるため、開発途上国において恒久橋として使用されている場合が数多く見られる。その多くが、老朽化し、また耐久性に問題があり、崩落や事故なども起こっているとして深刻な問題となっている。